# Академик (футбольный клуб, София)
«Академик» — болгарский футбольный клуб из города София, выступающий в высшем дивизионе чемпионата страны.

## История
«Академик» был основан в 1947 году как команда при Софийском университете. Два года спустя клуб вышел в Группу «А». Сезон 1950 года оказался удачным для команды, которая выиграла бронзовые медали первенства. В следующем сезоне «Академик» занял 4-е место в чемпионате и вышел в финал Кубка Болгарии, где уступил со счётом 0—1 софийскому ЦСКА. В сезоне 1953 года клуб занял предпоследнее, 11-е место в чемпионате и вылетел в Группу «Б». В сезоне 1963-64 клуб занял первое место в Группе «Б» и вновь вышел в высшую лигу, однако уже в следующем сезоне снова вылетел.
В третий раз «Академик» вышел в Группу «А» в 1969 году, что ознаменовало начало золотой эры в истории клуба, которая длилась до 1979 года. Именно в этот период за команду выступал Младен Василев, который является лучшим бомбардиром в истории клуба — 68 мячей в 209 матчах. В 1974 году клуб выиграл Балканский кубок победив в финале югославский «Вардар». В сезоне 1975-76 команда снова выиграла бронзовые медали болгарского первенства и получила право впервые в своей истории сыграть в еврокубках. Свою европейскую кампанию сезона 1976-77 в Кубке УЕФА «Академик» начал матчами против чехословацкой «Славии» и добился победы по сумме двух матчей — 0—2 и 3—0. В следующем раунде соперником болгарской команды стал итальянский «Милан». В первом матче в упорной борьбе со счётом 4—3 успех праздновал «Академик», однако в ответном матче со счётом 2—0 победил «Милан» и прошёл дальше.
В сезоне 1978-79 клуб занял предпоследнее, 15-е место в чемпионате и снова вылетел из Группы «А». Однако уже в следующем сезоне «Академик» выиграл Группу «Б» и вернулся в группу «А». В сезоне 1981-82 клуб снова получил возможность поучаствовать в Кубке УЕФА, но уступил по сумме двух матчей западногерманскому «Кайзерслаутерну» (1—3). В следующем сезоне клуб вылетел в Группу «Б».
После 28 лет, проведённых в низших дивизионах чемпионата Болгарии, в сезоне 2009-10 клуб занял второе место в Группе «Б» и получил право сыграть в матче плей-офф за попадание в Высший дивизион. 23 мая 2010 года «Академик» со счётом 2—1 выиграл матч плей-офф против «Несебыра» и вышел в Группу «А».

## Стадион
Домашние матчи «Академик» проводит на одноимённом стадионе, вмещающем 18 000 зрителей.

## Выступление клуба в еврокубках
- 1R = первый раунд
- 2R = второй раунд

| Сезон   | Турнир     | Раунд | Страна            | Клуб           | Счёт     |
| ------- | ---------- | ----- | ----------------- | -------------- | -------- |
| 1976-77 | Кубок УЕФА | 1R    | Флаг Чехословакии | Славия (Прага) | 0-2, 3-0 |
|         |            | 2R    | Флаг Италии       | Милан          | 4-3, 0-2 |
| 1981-82 | Кубок УЕФА | 1R    | Флаг Германии     | Кайзерслаутерн | 0-1, 1-2 |

## Достижения
Группа «А»:
- Бронзовый призёр (2): 1950, 1976

Группа «Б»:
- Победитель (2): 1964, 1980

Кубок Болгарии:
- Финалист (1): 1951

Балканский Кубок
- Победитель (1): 1974